# Bilhac
Pour les articles homonymes, voir Billac.
Bilhac (Billac jusqu’en 2007) est une commune française située dans le département de la Corrèze en région Nouvelle-Aquitaine. Ses habitants sont appelés les Bilhacois.

## Géographie
Commune située a l'extrême sud du département de la Corrèze, à l'ouest de Biars-sur-Cère. C'est une commune limitrophe avec le département du Lot. La commune s'étend sur 7 km²[réf. nécessaire].
La commune de Bilhac fait partie de la communauté de communes Midi Corrézien.
La commune est proche du parc naturel régional des Causses du Quercy.

### Hydrographie
Le Palsou et le ruisseau de Lie sont les deux cours d'eau qui traversent la commune.

### Communes limitrophes
Les communes limitrophes sont  Bétaille, Liourdres, Puybrun, Queyssac-les-Vignes, Sioniac et Tauriac.
|                          | Queyssac-les-Vignes | Sioniac   |
| Bétaille (Lot)           | Bilhac              | Liourdres |
| Tauriac (Lot, sur 100 m) | Puybrun (Lot)       |           |

Bilhac est situé à 3 km au nord-ouest de Puybrun la plus grande ville des environs.

### Climat
Pour des articles plus généraux, voir Climat de la Nouvelle-Aquitaine et Climat de la Corrèze.
Historiquement, la commune est exposée à un climat montagnard.  
En 2020, Météo-France publie une typologie des climats de la France métropolitaine dans laquelle la commune est dans une zone de transition entre le climat océanique altéré et le climat de montagne et est dans la région climatique  Ouest et nord-ouest du Massif Central, caractérisée par une pluviométrie annuelle de 900 à 1 500 mm, maximale en automne et en hiver.
Pour la période 1971-2000, la température annuelle moyenne est de 12,5 °C, avec  une amplitude thermique annuelle de 15,6 °C. Le cumul annuel moyen de précipitations est de 1 084 mm, avec 12,2 jours de précipitations en janvier et 7,1 jours en juillet. Pour la période 1991-2020, la température moyenne annuelle observée sur la station météorologique la plus proche, située sur la commune de Camps-Saint-Mathurin-Léobazel à 17 km à vol d'oiseau, est de 11,1 °C et le cumul annuel moyen de précipitations est de 1 432,2 mm,. Pour l'avenir, les paramètres climatiques de la commune estimés pour 2050 selon différents scénarios d’émission de gaz à effet de serre sont consultables sur un site dédié publié par Météo-France en novembre 2022.

## Urbanisme

### Typologie
Au 1er janvier 2024, Bilhac est catégorisée commune rurale à habitat très dispersé, selon la nouvelle grille communale de densité à 7 niveaux définie par l'Insee en 2022.
Elle appartient à l'unité urbaine de Vayrac, une agglomération inter-régionale dont elle est une commune de la banlieue,. Par ailleurs la commune fait partie de l'aire d'attraction de Biars-sur-Cère - Saint-Céré, dont elle est une commune de la couronne,. Cette aire, qui regroupe 49 communes, est catégorisée dans les aires de moins de 50 000 habitants,.

### Occupation des sols
L'occupation des sols de la commune, telle qu'elle ressort de la base de données européenne d’occupation biophysique des sols Corine Land Cover (CLC), est marquée par l'importance des territoires agricoles (65,3 % en 2018), une proportion identique à celle de 1990 (65,3 %). La répartition détaillée en 2018 est la suivante : 
forêts (34,7 %), cultures permanentes (26,8 %), zones agricoles hétérogènes (23,3 %), prairies (15,2 %).
L'évolution de l’occupation des sols de la commune et de ses infrastructures peut être observée sur les différentes représentations cartographiques du territoire : la carte de Cassini (XVIIIe siècle), la carte d'état-major (1820-1866) et les cartes ou photos aériennes de l'IGN pour la période actuelle (1950 à aujourd'hui).

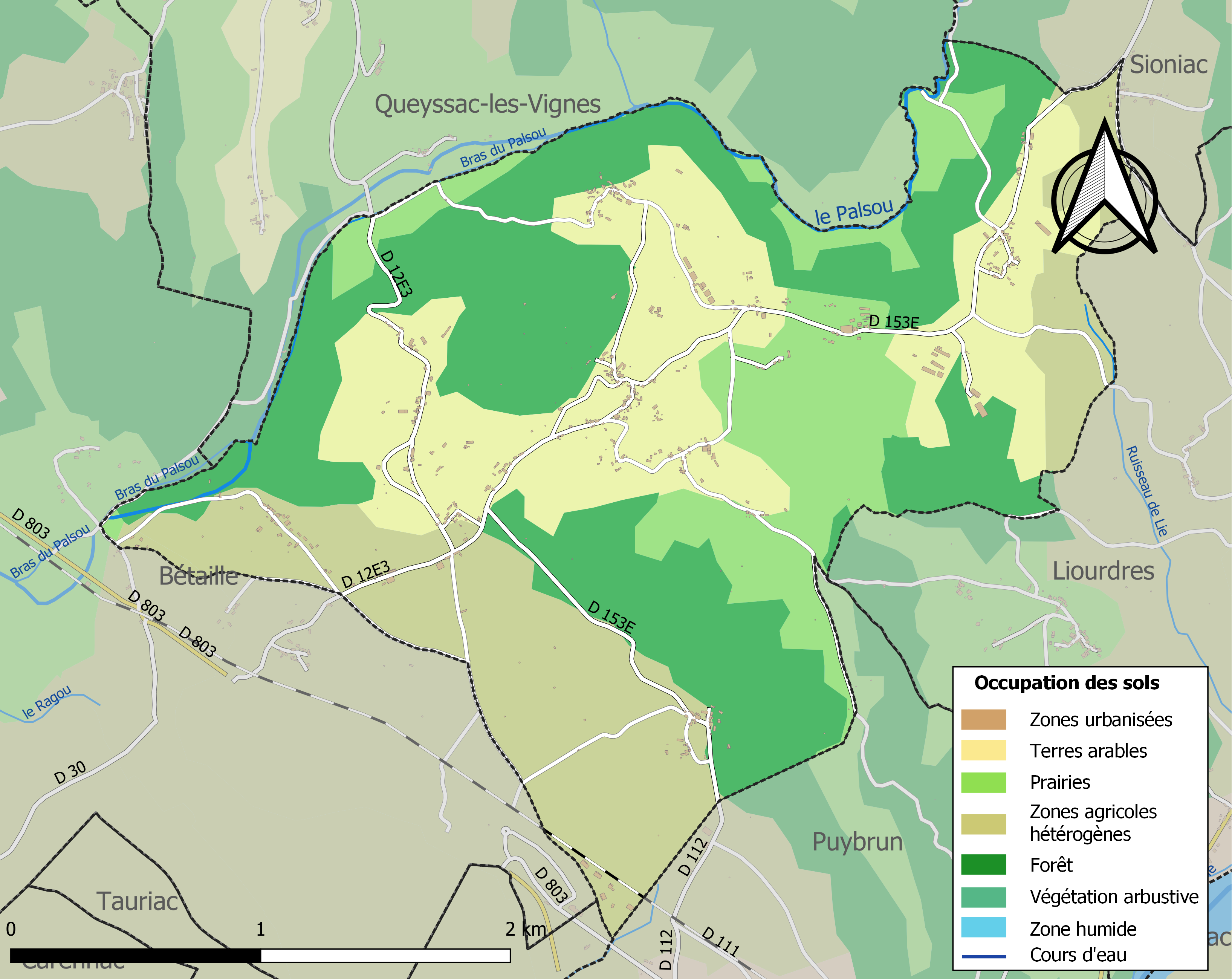
Carte des infrastructures et de l'occupation des sols de la commune en 2018 (CLC).

### Risques majeurs
Le territoire de la commune de Bilhac est vulnérable à différents aléas naturels : météorologiques (tempête, orage, neige, grand froid, canicule ou sécheresse), feux de forêts et séisme (sismicité très faible). Il est également exposé à un risque technologique, la rupture d'un barrage. Un site publié par le BRGM permet d'évaluer simplement et rapidement les risques d'un bien localisé soit par son adresse soit par le numéro de sa parcelle.

#### Risques naturels

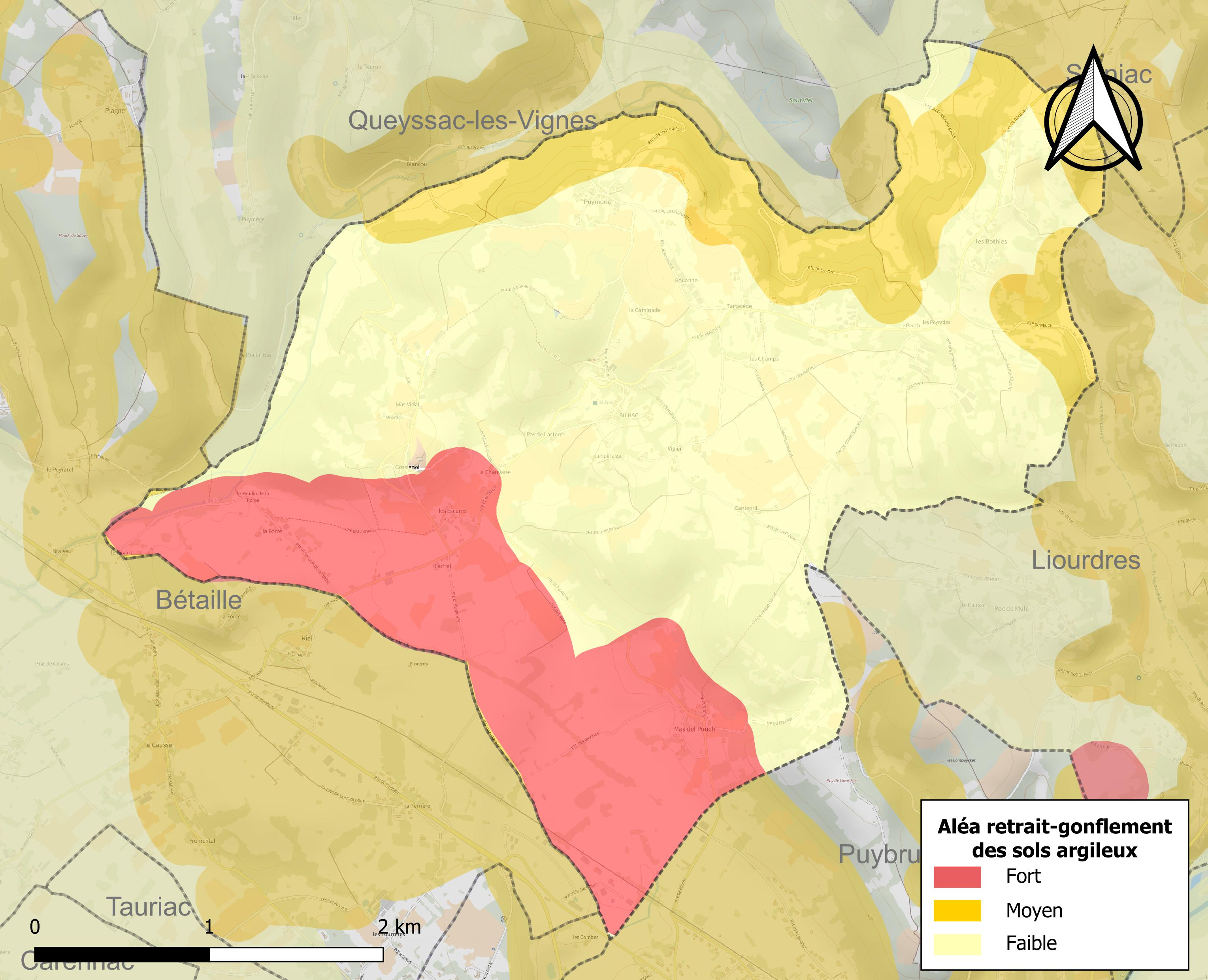
Carte des zones d'aléa retrait-gonflement des sols argileux de Bilhac.

Le retrait-gonflement des sols argileux est susceptible d'engendrer des dommages importants aux bâtiments en cas d’alternance de périodes de sécheresse et de pluie. 40,2 % de la superficie communale est en aléa moyen ou fort (26,8 % au niveau départemental et 48,5 % au niveau national). Sur les 163 bâtiments dénombrés sur la commune en 2019,  46 sont en aléa moyen ou fort, soit 28 %, à comparer aux 36 % au niveau départemental et 54 % au niveau national. Une cartographie de l'exposition du territoire national au retrait gonflement des sols argileux est disponible sur le site du BRGM,.
Concernant les feux de forêt, aucun plan de prévention des risques incendie de forêt (PPRIF) n’a été établi en Corrèze, néanmoins le code de l’urbanisme impose la prise en compte des risques dans les documents d’urbanisme. Le périmètre des servitudes d'utilité publique et des zones d'obligation légale de débroussaillement pour les particuliers est quant à lui défini pour la commune dans une carte dédiée. 
La commune a été reconnue en état de catastrophe naturelle au titre des dommages causés par les inondations et coulées de boue survenues en 1982, 1992, 1999 et 2001. Concernant les mouvements de terrains, la commune a été reconnue en état de catastrophe naturelle au titre des dommages causés par la sécheresse en 2018 et 2019 et par des mouvements de terrain en 1999.

#### Risques technologiques
La commune est en outre située en aval des barrages de Bort-les-Orgues, du Chastang et de Saint-Étienne-Cantalès, des ouvrages de classe A soumis à PPI. À ce titre elle est susceptible d’être touchée par l’onde de submersion consécutive à la rupture d'un de ces ouvrages.

## Toponymie
Appelée encore récemment Billac, la commune a été rebaptisée en Bilhac par un décret du ministère de l'Intérieur du 10 août 2007 paru au journal officiel le 14 août suivant.

## Héraldique
| Blason de Billac | Blason  | D'azur au soleil d'or, au chef cousu de gueules chargé d'un croissant d'argent accompagné de deux étoiles d'or. |
| Blason de Billac | Détails | Le statut officiel du blason reste à déterminer.                                                                |

## Politique et administration

### Liste des maires
| Période    | Période  | Identité        | Étiquette | Qualité  |
| ---------- | -------- | --------------- | --------- | -------- |
|            |          |                 |           |          |
| avant 1995 | ?        | Roger Crémoux   | PS        |          |
| mars 2001  | En cours | Jean-Paul Dumas | PS        | Retraité |

## Démographie
| 1793 | 1800 | 1806 | 1821 | 1831 | 1836 | 1841 | 1846 | 1851 |
| ---- | ---- | ---- | ---- | ---- | ---- | ---- | ---- | ---- |
| 624  | 562  | 594  | 589  | 581  | 630  | 649  | 641  | 644  |

| 1856 | 1861 | 1866 | 1872 | 1876 | 1881 | 1886 | 1891 | 1896 |
| ---- | ---- | ---- | ---- | ---- | ---- | ---- | ---- | ---- |
| 656  | 664  | 668  | 655  | 646  | 622  | 602  | 555  | 521  |

| 1901 | 1906 | 1911 | 1921 | 1926 | 1931 | 1936 | 1946 | 1954 |
| ---- | ---- | ---- | ---- | ---- | ---- | ---- | ---- | ---- |
| 551  | 513  | 502  | 414  | 401  | 374  | 319  | 292  | 263  |

| 1962 | 1968 | 1975 | 1982 | 1990 | 1999 | 2006 | 2007 | 2012 |
| ---- | ---- | ---- | ---- | ---- | ---- | ---- | ---- | ---- |
| 247  | 234  | 205  | 211  | 211  | 192  | 215  | 218  | 193  |

| 2017 | 2022 | - | - | - | - | - | - | - |
| ---- | ---- | - | - | - | - | - | - | - |
| 246  | 246  | - | - | - | - | - | - | - |

## Économie

### Zone d'activité
La zone d'activité (ZA) de Bilhac est excentrée par rapport au village. Elle compte quelques entreprises, une école alternative et des magasins locaux. La zone d'activité est gérée par la communauté de communes.
- L'entreprise SARL Teulière est un magasin de vente de produits locaux et une cave à vin .
- À proximité se trouve la société de location de véhicules de plusieurs types. Elle intervient également dans le transport des déchets des entreprises alentour.
- L'école alternative Chrysalis est ouverte depuis 2016 et accueille les enfants entre 3 et 12 ans. Les pédagogies alternatives sont inspirées de Montessori, Freinet, etc et placent l'enfant en tant que pivot de son éducation[27]. Depuis 2022, les locaux de l'école servent aussi de « pôle de soutien à la parentalité », de nombreux ateliers parents-enfants sont ainsi proposés par l'association Effet Papillon[28].

### Centre équestre
Un centre équestre est implanté non loin du village depuis une vingtaine d'années.

## Culture locale et patrimoine

### Festivités
La fête du Printemps à Bilhac permet d'assister à une exposition d'anciens modèles de voitures, différents commerçants et artisans sont présents... Il y a également une exposition commune aux écoles maternelles et primaires proches du village : un thème est choisi par les enseignants et donné aux élèves qui produisent ensuite des œuvres exposées lors de la fête.

### Lieux et monuments
- Église Saint-Martin datant du XIIe siècle puis remaniée. L'abside est inscrite à l'inventaire des monuments historiques depuis 1925[29].
- PR (circuit de Promenade et de Randonnée) : le circuit de randonnée "Du château au moulin" (10,2 km) est balisé et entretenu par la communauté de communes[30].

### Héraldique
| Blason de Billac | Blason  | D'azur au soleil d'or, au chef cousu de gueules chargé d'un croissant d'argent accompagné de deux étoiles d'or. |
| Blason de Billac | Détails | Le statut officiel du blason reste à déterminer.                                                                |